# Airin
Pour les articles homonymes, voir Airain (homonymie).
L'Airin ou Airain est une rivière française, qui coule dans le département du Cher. Il constitue un des principaux affluents de l'Yèvre, donc un sous-affluent du fleuve la Loire par le Cher.

## Géographie
De 47,8 km de longueur, l'Airain naît sur le territoire de la commune de Nérondes. Son parcours prend la forme d'un demi cercle à concavité nord et convexité sud. La première partie de son cours est donc orientée vers le sud-sud-ouest, puis il change progressivement en direction de l'ouest. Enfin le dernier tiers s'effectue en direction du nord-nord-ouest. Il se jette dans l'Yèvre au niveau de la localité de Savigny-en-Septaine.

### Communes traversées
Dans le seul département du Cher, l'Airin traverse les quatorze communes de Nérondes, Tendron, Flavigny, Bengy-sur-Craon, Cornusse, Ourouer-les-Bourdelins, Charly, Lugny-Bourbonnais, Osmery, Bussy, Dun-sur-Auron, Vornay, Crosses et Savigny-en-Septaine, toutes situées dans le département du Cher.

### Bassin versant
L'Airin traverse cinq zones hydrographiques K551, K552, K553, K554, K555 pour une superficie totale de 727 km2.

## Affluents
L'Airin a quinze tronçons affluents référencés dont :
- Le Craon (rd[note 1]), 23,7 km, dont il reçoit les eaux à Vornay.

## Hydrologie

### L'Airin à Crosses
Le débit de l'Airain a été observé depuis le 14 novembre 1985 , à Crosses, à 146 m d'altitude, localité du département du Cher, située à 4 kilomètres du confluent avec l'Yèvre. Le bassin versant de la rivière y est de 300 km2, c'est-à-dire sa quasi-totalité.
Le module de la rivière à Crosses est de 1,66 m3/s.
L'Airin présente des fluctuations saisonnières de débit importantes. Les hautes eaux ont lieu en hiver et s'accompagnent de débits mensuels moyens allant de 2,64 à 3,98 m3/s, de décembre à mars inclus (maximum en janvier puis février). Dès le mois de mars, le débit diminue progressivement jusqu'à la période des basses eaux d'été, qui se déroulent de juin à octobre inclus, et entraînent une baisse du débit moyen mensuel allant jusque 0,149 m3/s au mois de septembre (149 litres par seconde) et 0,178 en juillet, ce qui ne peut être considéré comme vraiment sévère pour un cours d'eau de régime aussi faible.

### Étiage ou basses eaux
Cependant, à l'étiage, le VCN3 peut chuter jusque 0,001 m3/s, en cas de période quinquennale sèche, et le cours d'eau se retrouve ainsi totalement à sec.

### Crues
D'autre part les crues sont habituellement d'importance moyenne, du moins comparées aux crues des autres cours d'eau de plaine du bassin de la Loire, tels l'Aumance ou l'Anglin par exemple. Elles ne sont cependant nullement négligeables. Les QIX 2 et QIX 5 valent respectivement 14 et 22 m3/s. Le QIX 10 vaut 28 m3/s, tandis que le QIX 20 se monte à 33 m3/s. Enfin le QIX 50 s'élève à 39 m3/s malgré une période d'observation de 26 ans.
Le débit instantané maximal enregistré à Crosses a été de 29,9 m3/s le 6 mai 2001, tandis que la valeur journalière maximale était de 26,3 m3/s le même jour, et que ce même jour la hauteur maximale instantanée s'élève à 2 020 mm ou 2,02 mm. En comparant le premier de ces chiffres aux valeurs des différents QIX de la rivière, il apparaît que cette crue était d'ordre décennal et donc assez ordinaire et nullement exceptionnelle. On peut considérer qu'elle est destinée à se répéter tous les 10-12 ans en moyenne.

### Lame d'eau et débit spécifique
La lame d'eau écoulée dans le bassin de l'Airin est de 175 millimètres annuellement, ce qui n'est pas très faible pour un cours d'eau de plaine du bassin de la Loire. C'est cependant nettement inférieur à la moyenne d'ensemble de la France tous bassins confondus, et inférieur aussi à l'ensemble du bassin versant de la Loire (244 millimètres par an) et du Cher (223 millimètres par an). Le débit spécifique (ou Qsp) se monte dès lors à 5,5 litres par seconde et par kilomètre carré de bassin.